# Robert Borgmann
Robert Borgmann (* 1980 in Erfurt) ist ein deutscher Regisseur.

## Leben und Ausbildung
Borgmann wurde 1980 in Erfurt geboren. Er studierte Bildende Kunst in London, außerdem Philosophie und Germanistik an der Universität zu Köln. Nach Dramaturgie- und Regieassistenzen am Schauspiel Köln folgte ein Regiestudium an der Hochschule für Schauspielkunst „Ernst Busch“ Berlin.
Während des Studiums inszenierte er u. a. am HAU Berlin und am Berliner bat-Studiotheater (Shakespeares »Was ihr wollt« – nominiert für den Friedrich-Luft-Preis). Anschließend arbeitete er als Regisseur unter anderem am Staatstheater Mainz, Deutschen Theater Berlin, Schauspiel Köln, Schauspielhaus Wien, Schauspielhaus Zürich, Centraltheater Leipzig, Maxim Gorki Theater Berlin, Staatstheater Stuttgart und am Theater Basel. An der Deutschen Oper Berlin inszenierte er 2016 Mozarts »Così fan tutte«. 2015 brachte Robert Borgmann die Uraufführung von Ewald Palmetshofers »die unverheiratete« im Wiener Akademietheater auf die Bühne, eingeladen zum Berliner Theatertreffen 2015. Im Januar 2018 hat Borgmanns Inszenierung von Franz Kafkas »Schloss« Premiere in Frankfurt.

## Ausgewählte Inszenierungen
- Vatermord, Centraltheater Leipzig, 2011 Einladung zum Münchener Festival Radikal jung[1]
- Wir Kinder von Theben nach Die Phönikerinnen von Euripides, Schauspiel Köln, 2012 Einladung zum NRW-Theatertreffen[2]
- Onkel Wanja von Anton Tschechow, Schauspiel Stuttgart, 2014 Einladung zum Berliner Theatertreffen[3]
- Gier:Crave von Sarah Kane, Deutsch von Marius von Mayenburg, 2020 Schauspiel Frankfurt[4]
- Hamlet von William Shakespeare, Deutsch von Heiner Müller, 2021 Residenztheater München[5]